# Moderatkvinnorna
Moderatkvinnorna, tidigare Moderata Kvinnoförbundet, är ett nätverk för moderata kvinnor i Sverige, med anknytning till Moderata samlingspartiet.
Det har även varit känt under namnen Moderata kvinnoförbundet (1920 – 1997), Allmänna valmansförbundets centrala kvinnoråd (1920 – 1949), Högerns kvinnoförbund (1949 – 1968), Moderata samlingspartiets kvinnoförbund (1969 – 1978), och Moderata kvinnoförbundet (1978 – 1997). 

## Formeringsår

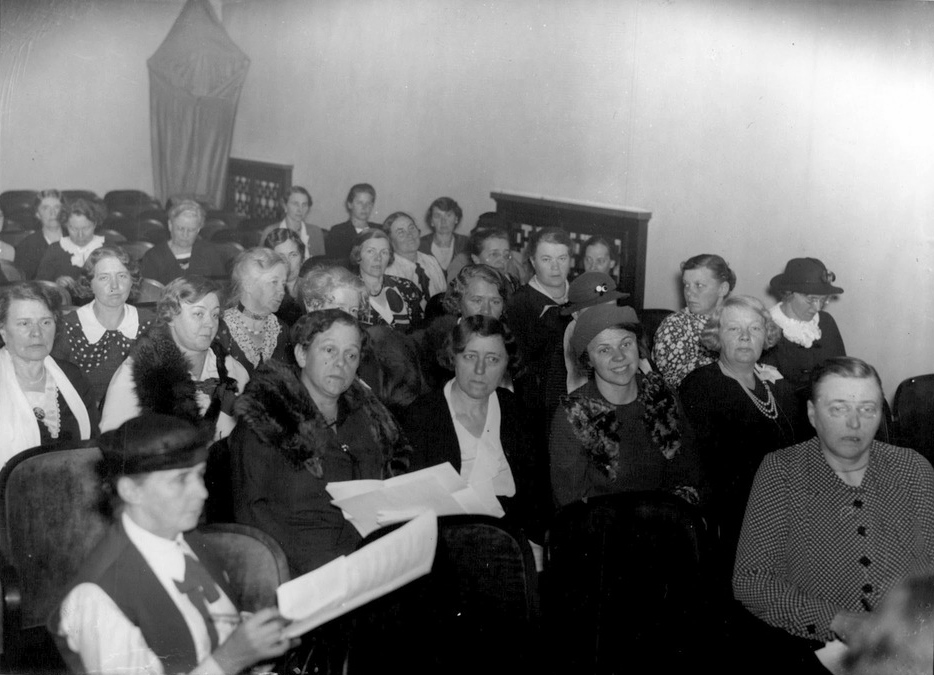
Allmänna valmansförbundets centrala kvinnoråds sammanträde i oktober 1935.

Förbundet bildades 1912 genom att kvinnoklubbar organiserades inom ramen för Allmänna valmansförbundet (AvF) och bildade Stockholms Moderata Kvinnoförbund. Detta kunde ske sedan kvinnor i Sverige blivit valbara till de högsta beslutande kommunala församlingarna i valet 1910 och den första högerkvinnan, Valfrid Palmgren, valts in i Stockholms stadsfullmäktige.
Under en längre tid existerade det parallellt två moderata kvinnoorganisationer i form av den ifrån partiet självständiga organisationen Stockholms Moderata Kvinnoförbund, som 1915 omvandlades till Sveriges moderata kvinnoförbund (SMKF) och Allmänna valmansförbundet kvinnoklubbar och centrala kvinnoråd (CK) (bildat 1920) med sina lokalavdelningar. Mellan dessa två organisationer blev det ömsom konkurrens och ömsom samarbete. Den stora skillnaden mellan de båda var att SMKF hade ett eget program och egen ekonomi skild ifrån AvF medan CK inte ägde någon självständighet ifrån AvF. Samtidigt var SMKF knutet till AvF genom en stadgeskrivelse om att stödja organisationen vid val och inadjungerade i AvF:s styrelse.
Flera av de ledande krafterna i SMKF hade en bakgrund i Svenska Folkförbundet och delade den organisationens åsikter om behovet av sociala reformer och införandet av kvinnlig rösträtt. Sådana förslag var mer långtgående än vad det löst sammansatta AvF kunde ena sig kring.

## Sammanslagning av SMKF och CK
Efter rösträttsfrågan lösande blev samarbetet med tiden allt bättre och 1937 slogs de båda kvinnoorganisationerna ihop under CK:s ordförande Alexandra Skoglund. Den organisatoriska samlingen i en formellt sammanlänkad struktur låg i tiden. 1935 hade AvF och de båda kamrarnas riksdagsgrupper formellt slagit sig samman till Högerns riksorganisation och 1934 hade Ungsvenskarna bildats som regelrätt ungdomsförbund till AvF.

## Efterkrigstiden
1950 fick centrala kvinnorådet en mer självständig ställning och antog namnet Högerns Kvinnoförbund. Detta ändrades 1969 ändrades till Moderata Samlingspartiets Kvinnoförbund och 1978 till Moderata Kvinnoförbundet.

## Nyorganisering
1997 omorganiserades Moderata kvinnoförbundet till ett nätverk för att få friare arbetsformer. I varje länsförbund utses en kvinnoordförande som tillsammans utgör det beslutande organet för Moderatkvinnorna.

## Ordförande
- Alexandra Skoglund, 1937–1938 (ordförande i Allmänna valmansförbundet kvinnoklubbar och centrala kvinnoråd (CK) 1920–1937)
- Ebon Andersson, 1938–1958
- Karin Wetterström, 1958–1965
- Ethel Florén-Winther, 1965–1972
- Britt Mogård, 1972–1981
- Ann-Cathrine Haglund, 1981–1990
- Gullan Lindblad, 1990–1997
- Beatrice Ask, 1997–2001
- Catharina Elmsäter-Svärd, 2001–2005
- Magdalena Andersson, 2005–2011
- Saila Quicklund, 2011–2015
- Annicka Engblom, 2015–2016
- Maria Rydén, tf, 2016–2017
- Ulrica Schenström, 2017–2019
- Josefin Malmqvist, 2019–2025
- Annsofie Thuresson[5], 2025–